# Method – Mord im Scheinwerferlicht
Method – Mord im Scheinwerferlicht (Method, Dead Even) ist ein US-amerikanischer Thriller aus dem Jahr 2004. Regie führte Duncan Roy, das Drehbuch schrieb Katie L. Fetting.

## Handlung
Rebecca Fairbanks ist ein bekannter Filmstar. Sie ist ständig bemüht, sich in die gespielten Charaktere durch Method Acting hineinzuversetzen. Die Schauspielerin erleidet einen Nervenzusammenbruch und wird für eine längere Zeit in eine Klinik eingewiesen.
Fairbanks übernimmt die Rolle einer im 19. Jahrhundert aktiven Serienmörderin. Das Team reist nach Rumänien, wo der Film gedreht wird. Fairbanks erfährt dort, dass ihr ehemaliger Liebhaber Jake Fields, der in der Zwischenzeit Bethany heiratete, die männliche Hauptrolle spielt. Es kommt zu Spannungen zwischen der Schauspielerin und derer Mutter, die Fairbanks kontrollieren möchte. Für weitere Spannungen sorgt Bethany, der erneute Treffen früheren Liebhaber unbehaglich sind.
Bethany wird eines Tages ermordet aufgefunden. Es folgen weitere Morde; Indizien weisen auf Taten eines Serienmörders hin.

## Kritiken
Das Lexikon des internationalen Films schrieb, der Film sei ein „bemüht ambitionierter Psychothriller mit ‚Film-im-Film‘-Elementen, der der dünnen Story zu viel“ aufbürde. Sein Filmset und seine Ausstattung würden „durchaus gelungen“ wirken. Darüber hinaus biete er „nicht mehr als einige dramaturgische Verwirrspiele und etwas Splatter ‚light‘, vermischt mit Hollywood-Glamour“.
Die Redaktion von Cinema urteilte, „Die Sprünge zwischen den Zeitebenen schaffen mehr Verwirrung als Spannung, und Liz Hurley chargiert uninspiriert herum.“ Das Fazit lautete: „Aufgesetzter und blut-leerer Psychokram“.
Die Redaktion von Prisma kritisierte „die lahme und unfreiwillig komische Story“, die „in keinster Weise überzeugen kann.“ Die Spezialeffekte und die recht gewaltvollen Szenen seien nicht glaubwürdig. Und vom titelgebenden Method Acting sei auch nicht viel zu sehen.
Die Redaktion von www.fantastic-screen.de schrieb, das Zusammenspiel von beiden Filmebenen wirke auf den Zuschauer verwirrend. Die Darsteller – vor allem die Hauptdarsteller – seien überzeugend.

## Hintergründe
Der Film wurde in Rumänien und im Vereinigten Königreich gedreht. Seine Weltpremiere im Rahmen des American Film Markets war am 28. Februar 2004.